# Zoraida brunnipennis
Zoraida brunnipennis är en insektsart som beskrevs av Frederick Arthur Godfrey Muir 1922. Zoraida brunnipennis ingår i släktet Zoraida och familjen Derbidae. Inga underarter finns listade i Catalogue of Life.